# HH-65 ドルフィン
HH-65 ドルフィン
HH-65C ドルフィン
- 用途：救難機
- 製造者：アエロスパシアル社（エアバス・ヘリコプターズ社）
- 運用者：アメリカ合衆国（アメリカ沿岸警備隊）
- 初飛行：1980年
- 生産数：102機
- 生産開始：1985年

HH-65 ドルフィン（HH-65 Dolphin）は、双発、シングルローター式のヘリコプターで、フランスのエアバス・ヘリコプターズ社製AS 365 ドーファンをアメリカ沿岸警備隊の要求に合わせた派生型である。主として、捜索救難および傷病者搬送の任務で使用される。

## 概要

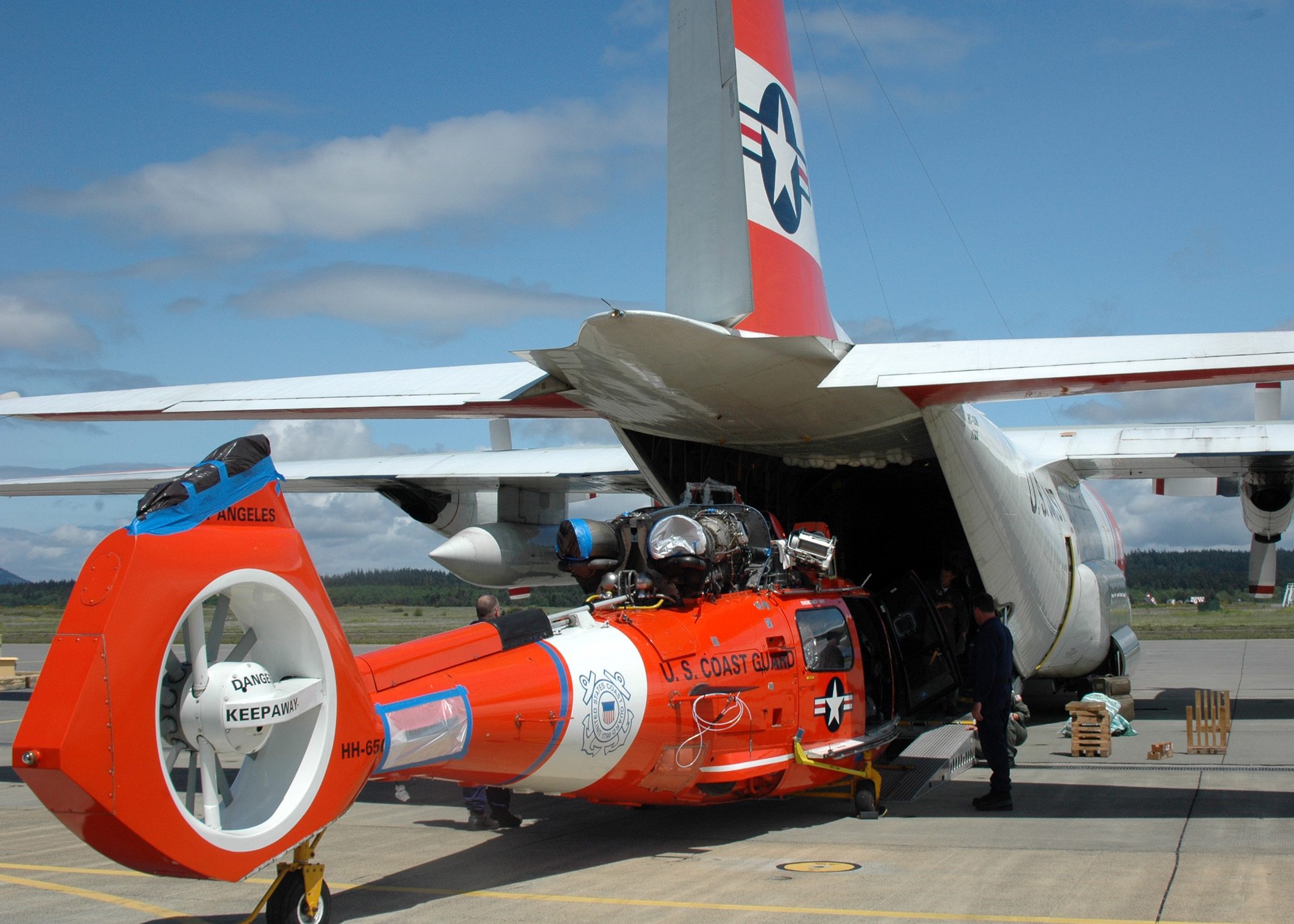
C-130に積み込まれるHH-65C

HH-65は、フランスのエアバス・ヘリコプターズ社製SA 366 G1をもとに、アメリカ沿岸警備隊の運用要求を盛り込んだ機体である。巡視船に搭載され、あるいは地上基地から発進して、遭難者の捜索救難、傷病者の輸送などを行うことを任務としている。
HH-65は、短距離救難型ヘリコプター（SRR：Short-Range Recovery）として計画されたとおり、比較的小型であるために航続距離が短く、より遠距離での救難には、中距離救難型ヘリコプター（MRR）であるHH-60J ジェイホークが使用される。しかし、HH-65は小型である分、巡視船上での取り回しに好都合で、整備性にも優れていることからコストが低く、100機以上という多数が整備できた。
SRRの選定計画は、HH-52A シー・ガード（シコルスキー S-62）の後継として、1973年11月より開始された。1975年5月には沿岸警備隊の運用要求仕様が決定され、1977年には海軍航空システムズ・コマンドの協力のもとでコンセプト開発が実施され、1978年3月に応募提案要求（RFP）が公表された。これに応じた提案の中から、1979年6月に、アエロスパシアル社（現 エアバス・ヘリコプターズ社）のSA 366 G1が選定され、HH-65Aとして採用された。
HH-65は、SA 366 G1をもとにして、アメリカ沿岸警備隊の運用要求に従って、捜索レーダーや航法装置などの捜索救難装備を搭載し、エンジンをアメリカのライカミング・エンジンズ社製LTS101-750B（734shp）に変更したほか、各種部品も純国産か、国内でライセンス生産されたものに変更したものである。これは、アメリカ軍および沿岸警備隊が海外製品を用いる場合には、バイ・アメリカン法に基づいて大部分を米国製製品に切り替える事が必要なためであった。
SRRの要求仕様においては、150海里を進出して現場に30分間滞空し、十分な予備燃料を持って帰還可能、最大航続距離は400海里であることが求められていた。HH-65Aの最大航続距離は420海里であり、この条件を満たしているものと考えられている。通常、乗員は正・副パイロットおよび機上整備員、救助員の4名で運用される。捜索センサーの中心はベンディックス社製RDR-1300 レーダーで、これは、特に荒れた海で遭難者のような小さな目標を探知できるように設計された。また、1986年からは赤外線監視装置（FLIR）も追加装備された。
2001年からは、ナイトビジョン（NVG）の追加装備やアビオニクスの刷新などを行なったHH-65Bへの改修が行なわれた。さらに、2004年からは、エンジンをオリジナルと同じチュルボメカ アリエル2C2（956shp）に強化したHH-65Cへの改修も行なわれている。さらに、沿岸警備隊がアメリカ国土安全保障省傘下に入るとともに、対テロ作戦が重視されるようになったことから、これに対応して武装強化などを行なったMH-65Cも登場している。MH-65Cは、沿岸警備隊が現在進めている装備・組織の全面的改革計画であるディープウォーター計画の一環として、多任務艦載ヘリコプター（Multi-Mission Cutter Helicopter）として構想されたものである。

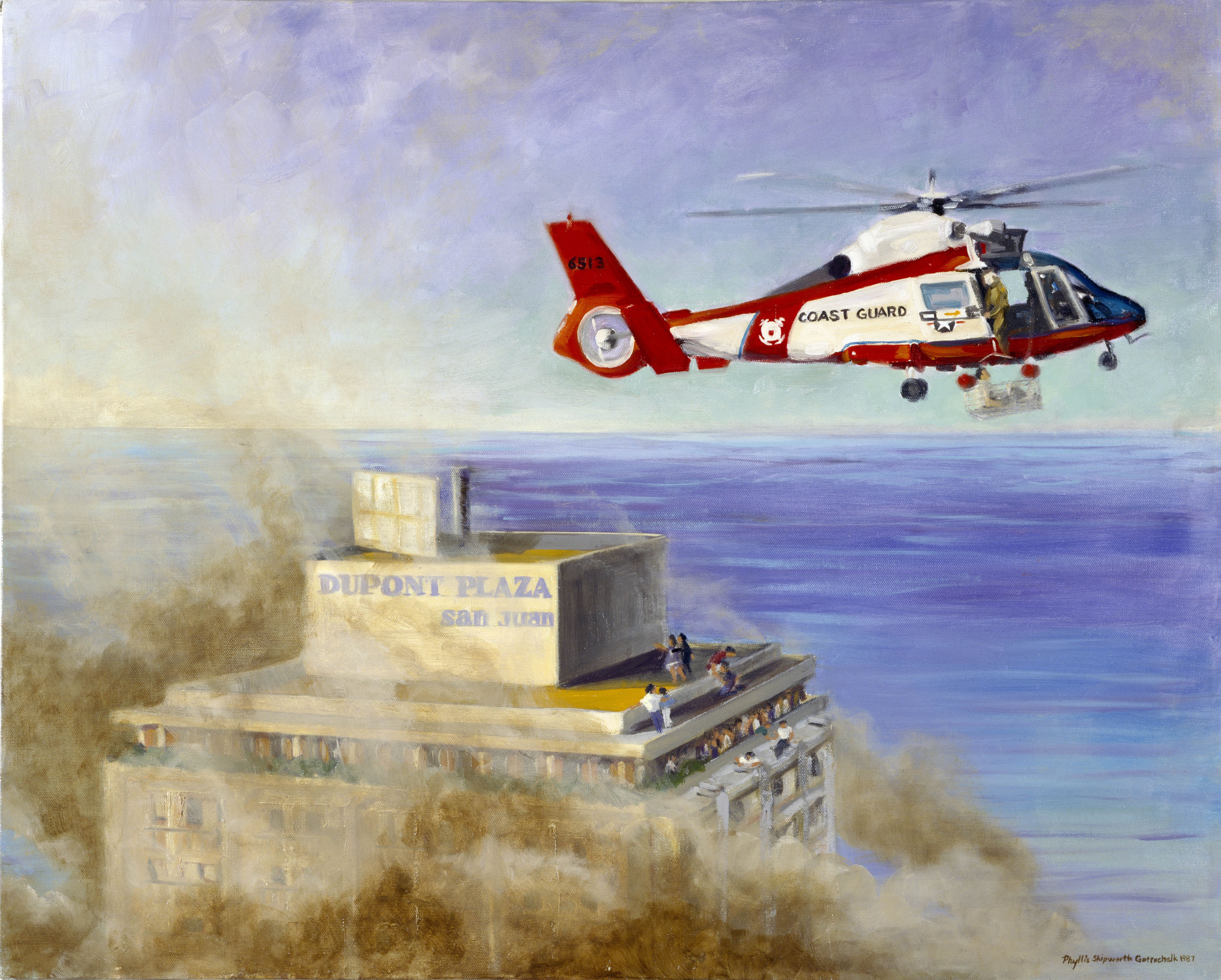
デュポン・プラザ・ホテル放火事件（1986年）において宿泊客の救難にあたるHH-65を描いた絵

HH-65は巡視船搭載機の主力として運用されているが、小型の機体であるために自動でのローター折りたたみ機構を備えておらず、ブレードとローター・ヘッドをつなぐ2本のボルトのうちの1本を引き抜いて、人力で後方に折りたたむ手法が採用されている。1枚のブレードの重さは42kgであり、4枚のブレードの折りたたみ、または展張に要する時間は5分以内である。また、HH-65はHH-52とは異なり離着水することはできないが、緊急時に着水することを考えて、膨張式のフロートが装備されている。
エアバス・ヘリコプターズでは原型機のAS 365を救難機・消防防災機に改造して販売しており、納入先によってはHH-65と同等の仕様となっている機体もある。